# Blaindorf
Blaindorf ist eine ehemalige Gemeinde mit 666 Einwohnern (Stand 1. Jänner 2023) im Gerichtsbezirk Fürstenfeld und im politischen Bezirk Hartberg-Fürstenfeld in der Steiermark (Österreich).
Im Rahmen der Gemeindestrukturreform in der Steiermark ist sie seit 2015 mit den Gemeinden Kaibing, Sankt Johann bei Herberstein, Siegersdorf bei Herberstein und Hirnsdorf zusammengeschlossen,
die neue Gemeinde trägt den Namen Feistritztal. Grundlage dafür ist ein gemeinsamer Antrag dieser Gemeinden.
Die Grenzen der Bezirke Hartberg-Fürstenfeld und Weiz wurden so geändert, dass die neue Gemeinde vollständig im Bezirk Hartberg-Fürstenfeld liegt.

## Geografie

### Geografische Lage

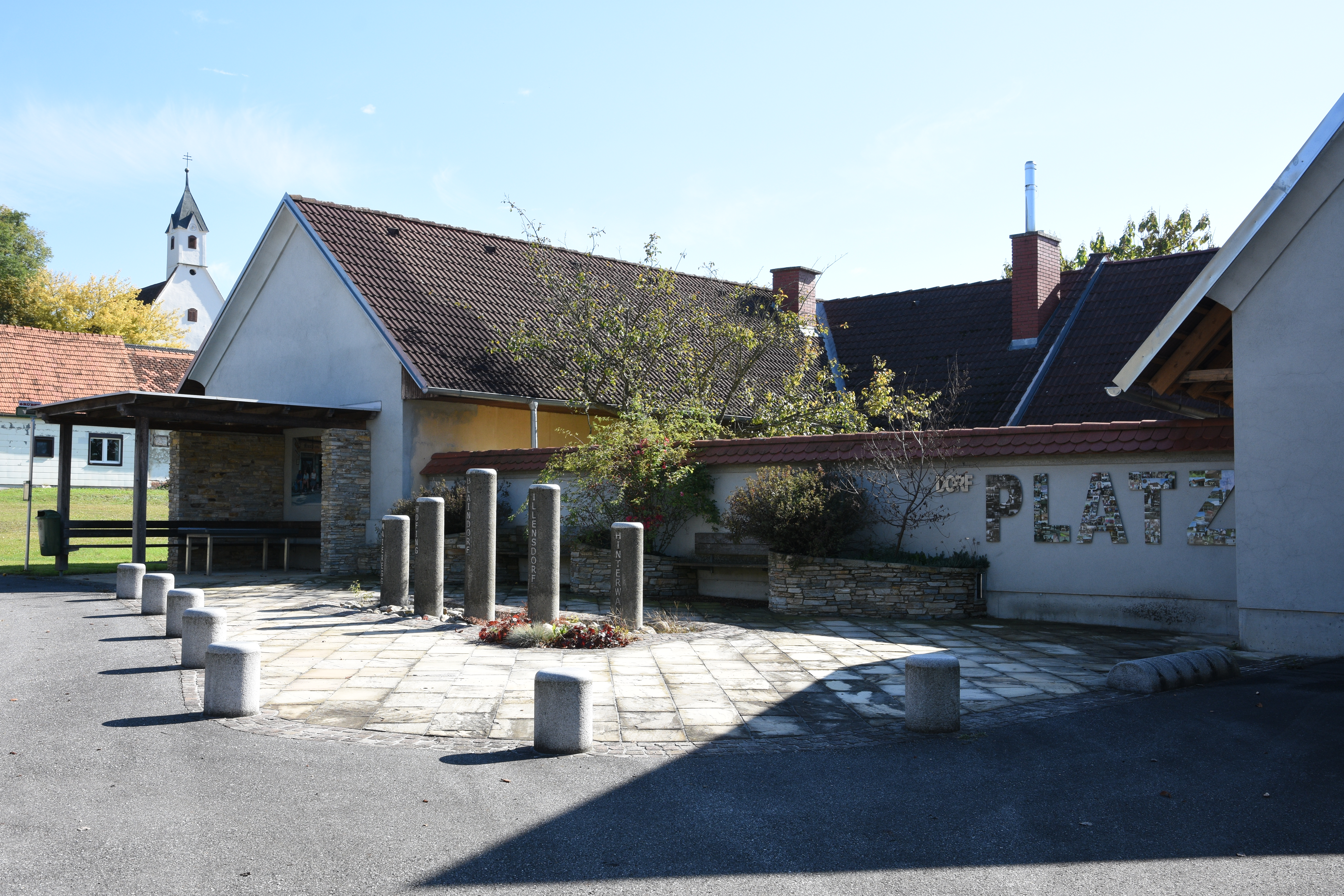
Der Dorfplatz in Blaindorf

Blaindorf liegt ca. 15 km südwestlich der Bezirkshauptstadt Hartberg und ca. 35 km nordöstlich der Landeshauptstadt Graz im oststeirischen Hügelland. Die Gemeinde liegt an der Feistritz, einem Nebenfluss der Lafnitz.

### Gliederung
Die Gemeinde Blaindorf bestand aus den beiden Katastralgemeinden Blaindorf und Hofing bzw. aus den drei Ortschaften Blaindorf (298 Einwohner), Hofing (160) und Illensdorf (219) (Stand 1. Jänner 2024).

### Ehemalige Nachbargemeinden
| Kaibing                               |                                             | Hartl         |
| Hirnsdorf (Bez. Weiz)                 | Kompassrose, die auf Nachbargemeinden zeigt |               |
| Gersdorf an der Feistritz (Bez. Weiz) |                                             | Großsteinbach |

## Geschichte
Blaindorf wurde erstmals 1385 als Pluementarff urkundlich erwähnt. Von 1441 bis 1848 ist Blaindorf in Besitz der Herbersteiner. 1475 wurde das Dorf unter den Brüdern Anton von Herberstein, Hanns von Herberstein und Friedrich von Herberstein aufgeteilt. Im Zuge der zweiten Dorferweiterung im 17. und 18. Jahrhundert erhielten junge Siedler Holzbezugsrechte und Weideplätze.
Illensdorf wurde im Montforter Urbar erstmals im 14. Jahrhundert erwähnt. Die erste Siedlungserweiterung erfolgte um 1640, wobei seit dem Spätmittelalter der Platz im Dorf begrenzt war und deshalb viele Höfe geteilt wurden, um zusätzliche Häuser unterzubringen. Im 18. Jahrhundert war dies nicht mehr möglich, so dass benachbartes Waldgebiet gerodet werden musste. Seit 1945 entstehen vor allem Einfamilienhäuser am Rande des Ortes.
Hinterwald wurde erstmals 1410 als Grasseck urkundlich erwähnt, allerdings wurde es erstmals 1621 als Siedlung erwähnt, da es zunächst nur aus einem einzelnen Hof bestand. Das Dorf hat sich nur langsam weiterentwickelt, so dass der heutige Stand bereits Anfang des 19. Jahrhunderts erreicht worden ist.
Hofing wurde als Gutshof gegründet, was vermutlich Mitte des 12. Jahrhunderts geschehen ist. Die Lage an der Feistritz bot eine günstige Gelegenheit zur Errichtung einer Mühle.
Die Streusiedlung Maieregg entstand um 1475 auf gerodetem Waldgebiet. Um einen Meierhof haben sich einige weitere Höfe angesiedelt.

### Bevölkerungsentwicklung der ehemaligen Gemeinde
| Jahr      | 1869 | 1880 | 1890 | 1900 | 1910 | 1923 | 1934 | 1939 |
| --------- | ---- | ---- | ---- | ---- | ---- | ---- | ---- | ---- |
| Einwohner | 615  | 647  | 645  | 625  | 597  | 605  | 682  | 692  |
| Jahr      | 1951 | 1961 | 1971 | 1981 | 1991 | 2001 | 2011 | 2014 |
| Einwohner | 615  | 623  | 637  | 638  | 623  | 680  | 667  | 668  |

Quelle: Statistik Austria

## Politik

### Gemeinderat
Die letzten Gemeinderatswahlen brachten das folgende Ergebnis:
| Partei                | 2010    | 2010 | 2010    | 2005 | 2005 | 2005 | 2000 | 2000 | 2000 | 1995 | 1995 | 1995 | 1990 | 1990 | 1990 |
| Partei                | Stimmen | %    | Mandate | St.  | %    | M.   | St.  | %    | M.   | St.  | %    | M.   | St.  | %    | M.   |
| --------------------- | ------- | ---- | ------- | ---- | ---- | ---- | ---- | ---- | ---- | ---- | ---- | ---- | ---- | ---- | ---- |
| ÖVP                   | 218     | 45   | 4       | 307  | 65   | 6    | 294  | 64   | 6    | 235  | 54   | 5    | 319  | 75   | 7    |
| SPÖ                   | 229     | 47   | 5       | 111  | 24   | 2    | 119  | 26   | 2    | 66   | 15   | 1    | 107  | 25   | 2    |
| FPÖ                   | 39      | 8    | 0       | 51   | 11   | 1    | 49   | 11   | 1    |      |      |      |      |      |      |
| Bürgerliste Blaindorf |         |      |         |      |      |      |      |      |      | 136  | 31   | 3    |      |      |      |
| Gültige Stimmen       | 486     | 486  | 486     | 469  | 469  | 469  | 462  | 462  | 462  | 437  | 437  | 437  | 426  | 426  | 426  |
| Wahlbeteiligung       | 89 %    | 89 % | 89 %    | 87 % | 87 % | 87 % | 92 % | 92 % | 92 % | 91 % | 91 % | 91 % | 95 % | 95 % | 95 % |

### Bürgermeister
Letzter Bürgermeister war Gerhard Wolf (SPÖ), Vizebürgermeister Thomas Rechling (SPÖ).

### Wappen
Mit Wirkung vom 1. April 1985 hat die Steirische Landesregierung der Gemeinde Blaindorf ein eigenes Wappen verliehen.

Blasonierung:
„Der Pfahl steht für Aufrichtigkeit der Gesinnung, sein Blau verweist auf das Wasser, im Besonderen die Feistritz, die das Blau des Himmels widerspiegelt. Die Vervielfachung der Lilie zeigt die Zusammengehörigkeit der einzelnen Ortschaften Maieregg, Hinterwald, Hofing, Illensdorf und Blaindorf an. In den fünf Lilien ist die Zahl der fünf Sinne verborgen. Im Zusammenwirken aller Sinne ist gesundes Gedeihen eines Körpers gewährleistet. Die Körperschaft einer Gemeinde lebt und wächst am gedeihlichsten aus dem zusammenwirken aller Teile.“

## Wirtschaft und Infrastruktur

### Verkehr
Blaindorf liegt abseits der Hauptverkehrsstraßen, seit dem Bau der Umfahrung im Zuge der L 304 ist Blaindorf frei von Durchgangsverkehr. Die Wechsel Straße B 54 von Hartberg nach Gleisdorf ist etwa drei Kilometer entfernt. Die Süd Autobahn A 2 von Wien nach Graz ist über die Anschlussstelle Sebersdorf/Bad Waltersdorf (126) in ca. 12 km und über die Anschlussstelle Sinabelkirchen (150) in ca. 14 km zu erreichen.
In Blaindorf und Umgebung befindet sich kein Bahnhof.
Der Flughafen Graz ist ca. 55 km entfernt.

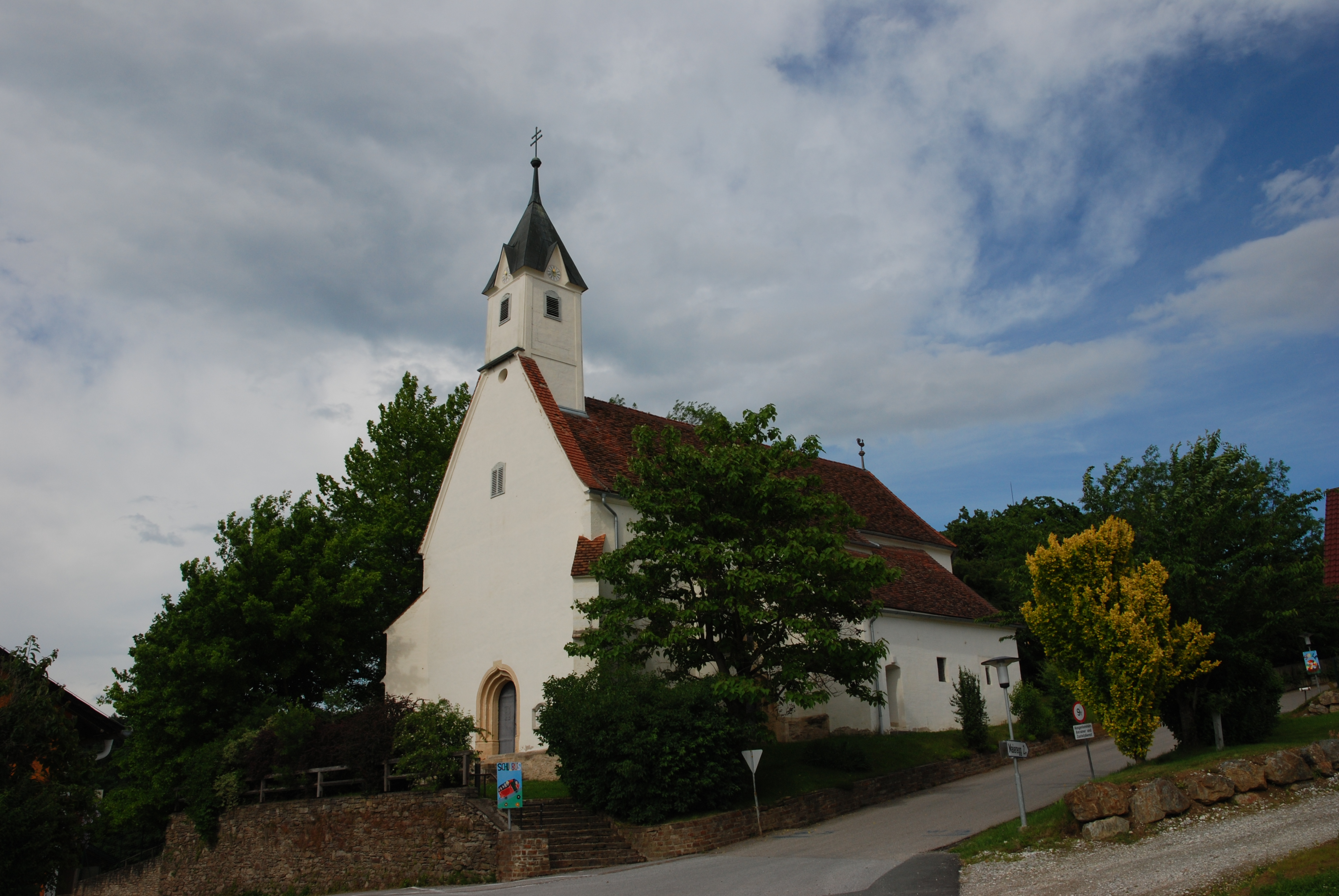
Kirche Blaindorf

## Kultur und Sehenswürdigkeiten

### Religionen
Die Katastralgemeinde Blaindorf, mit der Filialkirche Blaindorf Hl. Rochus und Sebastian (ehem. Pfarrkirche), gehört zur Pfarre Großsteinbach, die KG Hofing zur Pfarre Pischelsdorf (beide Dekanat Gleisdorf).

### Sport
Der Feistritztalradweg führt durch die ehemalige Gemeinde.
Der Eisstocksport-Verein ESV Blaindorf hat durch seine Leistungen überregionale Bedeutung erreicht. Im Jahre 1988 stieg die Damenmannschaft des 1981 gegründeten Vereins in die österreichische Staatsliga auf.

## Persönlichkeiten

### Ehrenbürger
- 1985: Josef Krainer (1930–2016), Landeshauptmann